# Giải vô địch thế giới Liên Minh Huyền Thoại 2014
Giải vô địch thế giới Liên Minh Huyền Thoại 2014 (tiếng Anh: 2014 League of Legends World Championship) là Giải vô địch thế giới lần thứ tư của Liên Minh Huyền Thoại được tổ chức từ ngày 18/9 đến ngày 19/10/2014, diễn ra tại Đài Bắc, Singapore và Seoul, với trận chung kết diễn ra tại Sân vận động World Cup Seoul ở Seoul, Hàn Quốc. 16 đội đủ điều kiện gồm các nhà vô địch của giải đấu cao nhất khu vực và các đội chiến thắng các vòng loại khu vực. Các trận đấu được phát trực tiếp trên Twitch và Azubu bằng nhiều ngôn ngữ và trận chung kết được phát sóng trực tiếp trên ESPN3.
Vòng bảng bắt đầu vào ngày 18/9 tại Trung tâm Thể thao Đại học Quốc gia Đài Loan, Đài Bắc và kết thúc vào ngày 28/9 Singapore EXPO, Singapore qua đó xác định 8 đội tiến vào vòng loại. Vòng loại bắt đầu vào ngày 3/10 tại Trung tâm Hội nghị và Triển lãm Busan, Busan, Hàn Quốc và kết thúc vào ngày 19/10 với trận chung kết được tổ chức tại Sân vận động World Cup 45.000 chỗ ngồi, nơi đội Hàn Quốc Samsung Galaxy White đã đánh bại đội tuyển Trung Quốc Star Horn Royal Club để trở thành nhà vô địch thế giới Liên Minh Huyền Thoại 2014.
Ban nhạc Mỹ nổi tiếng Imagine Dragons đã biểu diễn bài hát chủ đề của giải đấu - "Warriors", tại lễ khai mạc trận chung kết hoành tráng diễn ra tại Hàn Quốc.
Các trận đấu của Giải vô địch thế giới 2014 đã được phát trực tiếp bởi 40 đối tác phát sóng và được phát bằng 19 thứ tiếng. Trận chung kết được theo dõi bởi 27 triệu người, với đỉnh điểm lên tới hơn 11 triệu người xem cùng lúc.
SKT T1 K là nhà Đương kim vô địch, nhưng đã không thể tới CKTG 2014 bảo vệ ngôi vương vì đã bị Samsung White hạ gục 3-0 ở VLKV của OGN hè 2014.

## Đội tuyển
Các đội sau đủ điều kiện tham gia vòng bảng của giải đấu:
| Khu vực        | Khu vực        | Liên đoàn | Liên đoàn | Điều kiện                                                     | Đội tuyển            | ID  | Nhóm hạt giống |
| -------------- | -------------- | --------- | --------- | ------------------------------------------------------------- | -------------------- | --- | -------------- |
| Hàn Quốc       | Hàn Quốc       | LCK       | LCK       | Điểm tích lũy #1                                              | Samsung Galaxy Blue  | SSB | 1              |
| Hàn Quốc       | Hàn Quốc       | LCK       | LCK       | Điểm tích lũy #2                                              | Samsung Galaxy White | SSW | 2              |
| Hàn Quốc       | Hàn Quốc       | LCK       | LCK       | Chiến thắng vòng loại khu vực                                 | NaJin White Shield   | NWS | 2              |
| Trung Quốc     | Trung Quốc     | LPL       | LPL       | Vòng loại khu vực #1                                          | EDward Gaming        | EDG | 1              |
| Trung Quốc     | Trung Quốc     | LPL       | LPL       | Vòng loại khu vực #2                                          | Star Horn Royal Club | SHR | 2              |
| Trung Quốc     | Trung Quốc     | LPL       | LPL       | Vòng loại khu vực #3                                          | OMG                  | OMG | 2              |
| Châu Âu        | Châu Âu        | EU LCS    | EU LCS    | Vô địch khu vực mùa hè                                        | Alliance             | ALL | 1              |
| Châu Âu        | Châu Âu        | EU LCS    | EU LCS    | Á quân khu vực mùa hè                                         | Fnatic               | FNC | 2              |
| Châu Âu        | Châu Âu        | EU LCS    | EU LCS    | Hạng 3 khu vực mùa hè                                         | SK Gaming            | SK  | 3              |
| North America  | North America  | NA LCS    | NA LCS    | Vô địch khu vực mùa hè                                        | Team SoloMid         | TSM | 1              |
| North America  | North America  | NA LCS    | NA LCS    | Á quân khu vực mùa hè                                         | Cloud9               | C9  | 2              |
| North America  | North America  | NA LCS    | NA LCS    | Hạng 3 khu vực mùa hè                                         | LMQ                  | LMQ | 3              |
| TW/HK/MO & SEA | TW/HK/MO & SEA | GPL       | GPL       | Vô địch khu vực mùa hè                                        | Taipei Assassins     | TPA | 2              |
| TW/HK/MO & SEA | TW/HK/MO & SEA | GPL       | GPL       | Chiến thắng vòng loại khu vực                                 | ahq e-Sports Club    | AHQ | 2              |
| Wildcard       | Brazil         | CBLol     | IWCT      | CBLol Chiến thắng vòng loại khu vực ►IWCT PAX 2014 Vô địch    | KaBuM! e-Sports      | KBM | 3              |
| Wildcard       | Turkey         | TCL       | IWCT      | TCL Chiến thắng vòng loại khu vực ►IWCT Gamescom 2014 Vô địch | Dark Passage         | DP  | 3              |

## Địa điểm
Đài Bắc, Singapore, Busan và Seoul là 4 địa điểm chủ nhà tổ chức giải đấu.
| Đài Bắc, Đài Loan                        | Tampines, Singapore    | Hàn Quốc                                                                       | Hàn Quốc                                                                       | Hàn Quốc                                                                       |
| Đài Bắc, Đài Loan                        | Tampines, Singapore    | Busan                                                                          | Seoul                                                                          | Seoul                                                                          |
| ---------------------------------------- | ---------------------- | ------------------------------------------------------------------------------ | ------------------------------------------------------------------------------ | ------------------------------------------------------------------------------ |
| Vòng bảng - Bảng A & B                   | Vòng bảng - Bảng C & D | Tứ kết                                                                         | Bán kết                                                                        | Chung kết                                                                      |
| National Taiwan University Sports Center | Singapore EXPO         | Trung tâm BEXCO                                                                | Nhà thi đấu Thể dục dụng cụ Olympic                                            | Sân vận động World Cup Seoul                                                   |
| Sức chứa: 4.200                          | Sức chứa: 16.000       | Sức chưa: 4.002                                                                | Sức chứa: 15.000                                                               | Sức chứa: 66.704                                                               |
| NTU Sport Center                         | Singapore EXPO         | Trung tâm BEXCONhà thi đấu Thể dục dụng cụ OlympicSân vận động World Cup Seoul | Trung tâm BEXCONhà thi đấu Thể dục dụng cụ OlympicSân vận động World Cup Seoul | Trung tâm BEXCONhà thi đấu Thể dục dụng cụ OlympicSân vận động World Cup Seoul |

## Vòng bảng
- Thể thức thi đấu: vòng tròn 2 lượt & Bo1, 2 đội đứng đầu mỗi bảng (tổng cộng 8 đội) sẽ đi tiếp vào vòng loại.

### Bảng A
| # | Đội                  | Kết quả |     | ~   | SSW | EDG | AHQ | DP    | Tie-Break |
| - | -------------------- | ------- | --- | --- | --- | --- | --- | ----- | --------- |
| 1 | Samsung Galaxy White | 6-0     | SSW | ~   | 2-0 | 2-0 | 2-0 |       |           |
| 2 | Edward Gaming        | 3-3     | EDG | 0-2 | ~   | 1-1 | 2-0 | Thắng |           |
| 3 | ahq e-Sports Club    | 3-3     | AHQ | 0-2 | 1-1 | ~   | 2-0 | Bại   |           |
| 4 | Dark Passage         | 0-6     | DP  | 0-2 | 0-2 | 0-2 | ~   |       |           |

### Bảng B
| # | Đội                  | Kết quả |     | ~   | SHR | TSM | SK  | TPA |
| - | -------------------- | ------- | --- | --- | --- | --- | --- | --- |
| 1 | Star Horn Royal Club | 5-1     | SHR | ~   | 1-1 | 2-0 | 2-0 |     |
| 2 | Team SoloMid         | 4-2     | TSM | 1-1 | ~   | 1-1 | 2-0 |     |
| 3 | SK Gaming            | 2-4     | SK  | 0-2 | 1-1 | ~   | 1-1 |     |
| 4 | Taipei Assassins     | 1-5     | TPA | 0-2 | 0-2 | 1-1 | ~   |     |

### Bảng C
| # | Đội                 | Kết quả |     | ~   | SSB | OMG | FNC | LMQ |
| - | ------------------- | ------- | --- | --- | --- | --- | --- | --- |
| 1 | Samsung Galaxy Blue | 5-1     | SSB | ~   | 2-0 | 1-1 | 2-0 |     |
| 2 | OMG                 | 3-3     | OMG | 0-2 | ~   | 2-0 | 1-1 |     |
| 3 | Fnatic              | 2-4     | FNC | 1-1 | 0-2 | ~   | 1-1 |     |
| 3 | LMQ                 | 2-4     | LMQ | 0-2 | 1-1 | 1-1 | ~   |     |

### Bảng D
| # | Đội                | Kết quả |     | ~   | NWS | C9  | ALL | KBM   | Tie-Break |
| - | ------------------ | ------- | --- | --- | --- | --- | --- | ----- | --------- |
| 1 | NaJin White Shield | 4-2     | NWS | ~   | 1-1 | 1-1 | 2-0 | Thắng |           |
| 2 | Cloud 9            | 4-2     | C9  | 1-1 | ~   | 1-1 | 2-0 | Bại   |           |
| 3 | Alliance           | 3-3     | ALL | 1-1 | 1-1 | ~   | 1-1 |       |           |
| 4 | KaBuM! e-Sports    | 1-5     | KBM | 0-2 | 0-2 | 1-1 | ~   |       |           |

## Vòng loại
|  | Tứ kết               | Tứ kết               |                      |   | Bán kết | Bán kết |  |  | Chung kết | Chung kết |
|  |                      |                      |                      |   |         |         |  |  |           |           |
|  | 2014-10-03 – Busan   |                      |                      |   |         |         |  |  |           |           |
|  |                      |                      |                      |   |         |         |  |  |           |           |
|  | Team SoloMid         | 1                    |                      |   |         |         |  |  |           |           |
|  | Team SoloMid         | 1                    | 2014-10-11 – Seoul   |   |         |         |  |  |           |           |
|  | Samsung Galaxy White | 3                    |                      |   |         |         |  |  |           |           |
|  | Samsung Galaxy White | 3                    | Samsung Galaxy White | 3 |         |         |  |  |           |           |
|  | 2014-10-04 – Busan   |                      | Samsung Galaxy White | 3 |         |         |  |  |           |           |
|  |                      |                      | Samsung Galaxy Blue  | 0 |         |         |  |  |           |           |
|  | Cloud9               | 1                    | Samsung Galaxy Blue  | 0 |         |         |  |  |           |           |
|  | Cloud9               | 1                    | 2014-10-19 – Seoul   |   |         |         |  |  |           |           |
|  | Samsung Galaxy Blue  | 3                    |                      |   |         |         |  |  |           |           |
|  | Samsung Galaxy Blue  | 3                    | Samsung Galaxy White | 3 |         |         |  |  |           |           |
|  | 2014-10-05 – Busan   |                      | Samsung Galaxy White | 3 |         |         |  |  |           |           |
|  |                      | Star Horn Royal Club | 1                    |   |         |         |  |  |           |           |
|  | Star Horn Royal Club | Star Horn Royal Club | 1                    | 3 |         |         |  |  |           |           |
|  | Star Horn Royal Club | 2014-10-12 – Seoul   |                      | 3 |         |         |  |  |           |           |
|  | EDward Gaming        | 2                    |                      |   |         |         |  |  |           |           |
|  | EDward Gaming        | 2                    | Star Horn Royal Club | 3 |         |         |  |  |           |           |
|  | 2014-10-06 – Busan   |                      | Star Horn Royal Club | 3 |         |         |  |  |           |           |
|  |                      |                      | OMG                  | 2 |         |         |  |  |           |           |
|  | NaJin White Shield   | 0                    | OMG                  | 2 |         |         |  |  |           |           |
|  | NaJin White Shield   | 0                    |                      |   |         |         |  |  |           |           |
|  | OMG                  | 3                    |                      |   |         |         |  |  |           |           |
|  | OMG                  | 3                    |                      |   |         |         |  |  |           |           |
|  |                      |                      |                      |   |         |         |  |  |           |           |

1. ↑  Busan Exhibition and Convention Center
2. ↑  Nhà thi đấu Thể dục dụng cụ Olympic
3. ↑  Seoul World Cup Stadium

## Thứ hạng chung cuộc

### Danh hiệu
|                                |
| F.MVP Samsung Galaxy White TBD |

|                                                                   |
| 20 14 · Vô địch · LCK · Samsung Galaxy White Vô địch lần đầu tiên |
|                                                                   |

|                                 |
| Á quân LPL Star Horn Royal Club |

### Bảng xếp hạng
| Thứ hạng | Đội                  | Tiền thưởng |
| -------- | -------------------- | ----------- |
| 1st      | Samsung Galaxy White | $1,000,000  |
| 2nd      | Star Horn Royal Club | $250,000    |
| 3rd–4th  | OMG                  | $150,000    |
| 3rd–4th  | Samsung Galaxy Blue  | $150,000    |
| 5–8th    | Cloud9               | $75,000     |
| 5–8th    | EDward Gaming        | $75,000     |
| 5–8th    | NaJin White Shield   | $75,000     |
| 5–8th    | Team SoloMid         | $75,000     |
| 9–11th   | ahq e-Sports Club    | $45,000     |
| 9–11th   | Alliance             | $45,000     |
| 9–11th   | SK Gaming            | $45,000     |
| 12–13th  | Fnatic               | $35,000     |
| 12–13th  | LMQ                  | $35,000     |
| 14–16th  | Dark Passage         | $25,000     |
| 14–16th  | KaBuM! e-Sports      | $25,000     |
| 14–16th  | Taipei Assassins     | $25,000     |

## Lượng người xem và tham dự
Khoảng 40.000 người hâm mộ đã tham dự trận chung kết giữa Samsung White và Star Horn Royal Club. Ước tính đã có 288 triệu lượt xem tích lũy trong toàn bộ giải đấu.
Các trận đấu của Giải vô địch thế giới 2014 đã được phát trực tiếp bởi 40 đối tác phát sóng và bằng 19 thứ tiếng. Trận chung kết được theo dõi bởi 27 triệu người, với lượng người xem đồng thời lên tới hơn 11 triệu người xem.
Trước vòng bảng Giải vô địch thế giới diễn ra tại Đài Bắc, Dennis "Svenskeren" Johnsen của SK Gaming đã có hành động phân biệt chủng tộc khi chơi trên máy chủ Đài Loan, thiếu tôn trọng người chơi khác và đặt tên cho tài khoản của mình là "Đài Bắc Ching chong ". Johnsen đã bị phạt 2.500 đô la Mỹ và bị đình chỉ trong ba trận đầu tiên của đội trong giải đấu.